# Domaine de Fukui

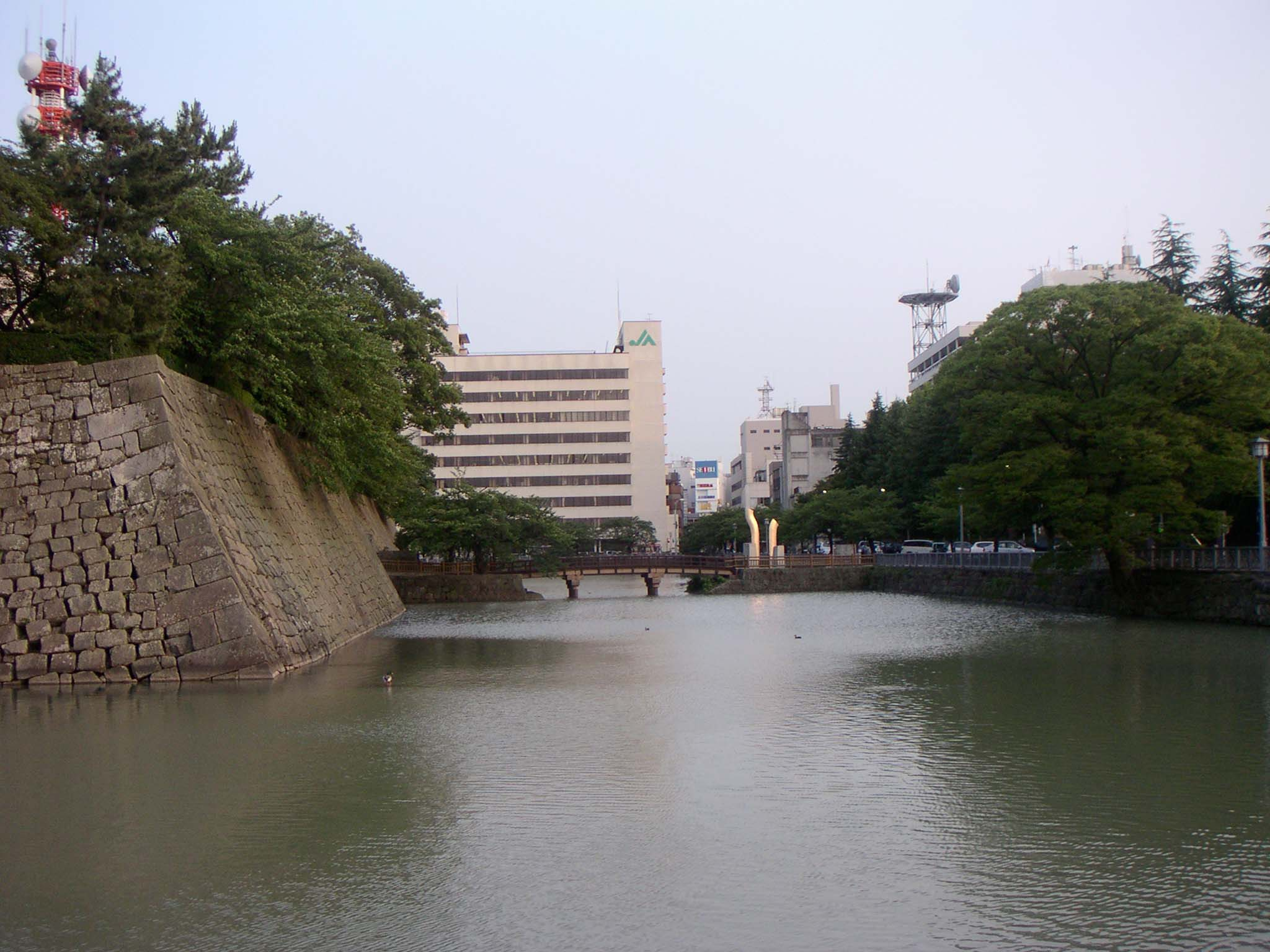
Pont du château de Fukui.

Le domaine de Fukui (福井藩, Fukui-han) était un domaine japonais situé dans la province d'Echizen (actuelle préfecture de Fukui dans le Honshu) au cours de l'époque d'Edo. Il est également appelé domaine d'Echizen (越前). Le nom de famille des chefs du domaine est « Matsudaira ».

## Histoire
Dans le cadre du système han, Fukui est une entité politique et économique fondée sur les relevés cadastraux périodiques et les projections de rendement agricoles. En d'autres termes, le domaine est défini en termes de kokudaka, et non de superficie foncière. Le système est différent de la féodalité occidentale.

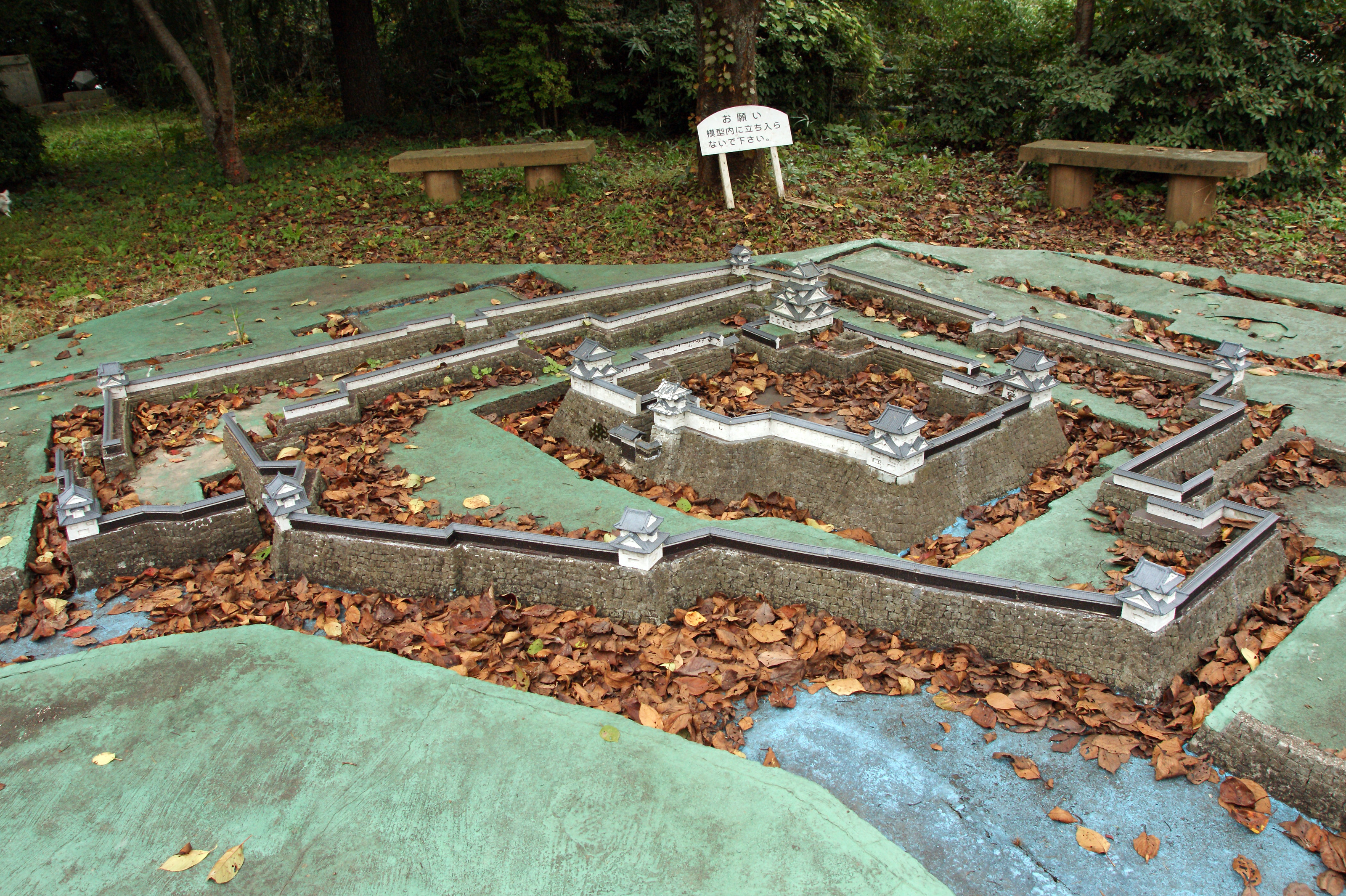
Modèle réduit du château de Fukui.

Fukui est la jōkamachi (ville-château) des Matsudaira d'Echizen. En 1661, Fukui est le premier domaine à émettre des hansatsu (papier monnaie de domaine). En 1686, la valeur du han est réduite de 475 000 à 250 000 koku.

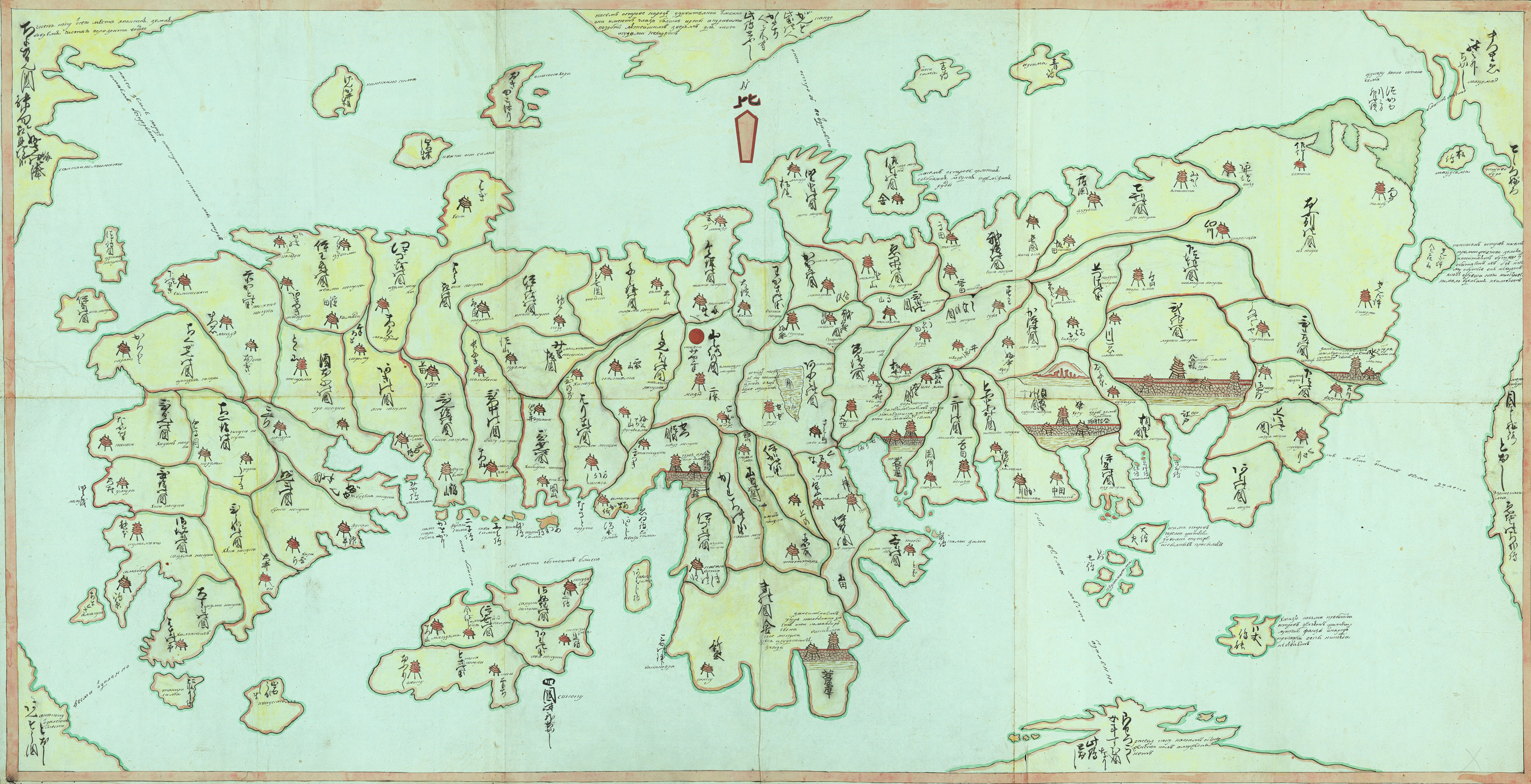
Carte du Japon, 1789, cartographie du système han.

## Liste des daimyos
Les daimyos héréditaires sont chefs du clan et du domaine.
 Emblème (mon) du clan Matsudaira, 1590-1868 (fudai daimyo, 320 000 koku),.
1. Yūki Hideyasu (1574-1607), aussi connu sous le nom Matsudaira Hideyasu[8].
2. Matsudaira Tadanao (1595-1650)[9]
3. Matsudaira Tadamasa[6]
4. Matsudaira Mitsumichi
5. Matsudaira Masachika
6. Matsudaira Tsunamasa[10].
7. Matsudaira Yoshinori (anciennement Matsudaira Masachika, a changé son nom en reprenant le commandement)
8. Matsudaira Yoshikuni
9. Matsudaira Munemasa
10. Matsudaira Munenori
11. Matsudaira Shigemasa
12. Matsudaira Shigetomi
13. Matsudaira Haruyoshi
14. Matsudaira Naritsugu
15. Matsudaira Narisawa
16. Matsudaira Yoshinaga
17. Matsudaira Mochiaki

## Source de la traduction
- (en) Cet article est partiellement ou en totalité issu de l’article de Wikipédia en anglais intitulé « Fukui Domain » (voir la liste des auteurs).